# Balajnac
Balajnac es un pueblo ubicado en la municipalidad de Despotovac, en el distrito de Pomoravlje, Serbia.

## Superficie
Posee una superficie de 8,768 kilómetros cuadrados.

## Demografía
Hasta 2011 la población era de 360 habitantes, con una densidad de población de 41,06 habitantes por kilómetro cuadrado.